# Besht Yeshiva Dresden
Die Besht Yeshiva Dresden ist eine Torahschule und somit die erste entsprechende Neugründung in Ostdeutschland nach der Shoa sowie die erste liberal-chassidische Jeschiwa auf der Welt. Benannt wurde sie nach dem Begründer der chassidischen Bewegung, Baal Shem Tov; ihr Standort ist in Dresden.

## Gründung und Ziele
Im April 2020 gründete Rabbi Akiva Weingarten den Verein Besht Yeshiva Dresden, mit dem Ziel, jüdischen Aussteigern aus ultra-orthodoxen Gemeinschaften die Möglichkeit zu geben, ihr Jüdischsein auf eine liberale Weise zu leben sowie ihr tiefes traditionelles Wissen weiterzugeben. Die Yeshiva ist für alle Menschen offen und bietet Talmudunterricht sowie Hebräisch-Kurse an. Somit soll das jüdische Leben in Dresden wieder sichtbar und selbstverständlich werden. Besht ist ein Akronym des Namens des Begründers der chassidischen Bewegung, Rabbi Israel Baal Shem Tov (1700–1760).
Die Yeshiva wird geleitet von Rabbiner Akiva Weingarten und Rabbiner Shlomo Tikochinsky. Besht Dresden schafft Netzwerke innerhalb der Stadt in den Bereichen Bildung, Gesundheit, Technologie, Industrie, Kultur und Gesellschaft, um Wissen auszutauschen und sich mit Bürgern und Institutionen Dresdens zu vernetzen.

## Hintergrund
Rabbi Akiva Weingarten, ein Ex-Satmarer aus New York, wurde zum so genannten „OTD“ („Off the Derech“: abseits des – ultra-orthodoxen – Weges) und will anderen Aussteigern dabei helfen, einen neuen Lebensweg für sich zu finden. Die Besht Yeshiva Dresden ist insbesondere in Dresden aktiv, soll sich zukünftig aber weltweit ausweiten. Besht Yeshiva Dresden kooperiert mit der TU Dresden.